# Donja Ržana
Donja Ržana (cyr. Доња Ржана) – wieś w Serbii, w okręgu pczyńskim, w gminie Bosilegrad. W 2011 roku liczyła 49 mieszkańców.